# دافيد كايس
دافيد كايس (بالإيطالية: Davide Cais)‏ (17 فبراير 1994 في إيطاليا - ) هو لاعب كرة قدم إيطالي في مركز الهجوم. شارك مع منتخب إيطاليا تحت 17 سنة لكرة القدم. أما مع النوادي، فقد لعب مع أتالانتا ونادي ريجيانا 1919 ويوفنتوس ونادي غوبيو وكارسو كالتشيو ‏.

## وصلات خارجية
- دافيد كايس على موقع قاعدة بيانات كرة القدم.إي يو (الإنجليزية)
- دافيد كايس على موقع Soccerway.com (الإنجليزية)